# Добраночь
Добраночь (англ. Dobranotch) — оркестр из Санкт-Петербурга, исполняющий еврейскую, русскую и балканскую народную музыку.

## История группы
Группа «Добраночь» была основана в 1997 году во Франции тремя участниками петербургской фолк-сцены — Митей Храмцовым (гитара, скрипка, балалайка, вокал), Олегом Дробинским (кларнет, флейты, волынка, балалайка, вокал) и Стасом Зубцовым. Первоначально группа не имела стабильного состава (костяк составляли Храмцов и Дробинский, к которым присоединялись знакомые музыканты, приезжавшие из Санкт-Петербурга в Европу), то распадаясь, то собираясь вновь, так как музыканты много путешествовали по Европе отдельно друг от друга. В 1999 году к Дробинскому и Храмцову присоединились их питерские знакомые Константин Филатов (контрабас) и Сергей Плиткин (мандолина, перкуссия). Вместо кельтской музыки группа достаточно быстро начала исполнять «одесские песни», «вернее, еврейские, посаженные и проросшие на русской почве», став клезмерским коллективом. В этом стиле был записан альбом «DOBRANOTCH. Musique Russe & Yiddish», еврейская свадебная мелодия с которого и дала название группе. Группа базировалась в Нанте, играя в различных городах Европы и участвуя в фестивалях, в том числе выступив на этнофестивале «Les Escales» (2000).
В конце 2000 года в группу вошли Дмитрий Шихардин (скрипка, гусли, вокал), Наталья Смирновская (вокал) и Петр Сергеев (перкуссия), благодаря которым репертуар обогатился балканскими мелодиями и русскими народными песнями, исполняемыми Натальей. Зимой 2001 года группа отправилась из Франции в Молдавию для изучения местного фольклора, а вскоре перебралась в Санкт-Петербург, где к группе снова присоединился контрабасист Константин Филатов. Уже в Питере в этом составе был записан альбом «Чтобы душа развернулась», однако вскоре Наталья ушла из коллектива, и группа окончательно обрела свой стиль, основанный на еврейском, молдавском и югославском фольклорном материале.
В 2003—2004 годах состав группы кардинально изменился: из прежних членов остался только Дмитрий Храмцов, к которому присоединились Андрей Сапкевич (аккордеон), ливанец Оссама Шахин (дарбука), Евгений Лизин (цимбалы, большой барабан, стиральная доска), а также Алексей Степанов (туба), влившийся в коллектив прямо на концерте со знаменитым клезмерским исполнителем Майклом Альпертом (США). В обновленном составе группа записала альбом «Добраночь» и продолжила много гастролировать по России и Европе, в том числе приняв участие в серии этноконцертов в рамках театрального фестиваля «Золотая маска» (2005) и Фестивале еврейской культуры в Кракове — одном из крупнейших культурных фестивалей в Восточной Европе, посвященном еврейской культуре и искусству. Кроме того, группа участвовала в записи музыки к телесериалу «По имени Барон…» (реж. Д.Светозаров, 2003) и художественному фильму «Красное небо, чёрный снег» (реж. В.Огородников, 2004).
В 2010 году группа представила публике альбом «На Востоке всё решает Солнце» с преобладанием «румынских» мотивов, а уже через два года — альбом «Bazarduzu», который по оценке музыкального обозревателя О. Бобрика представляет собой «весьма забавный, несколько наигранный и почти полностью инструментальный альбом еврейских мелодий, сыгранных с неизгонимым балканским акцентом». В 2014 году группа выпустила альбом «Виноград».
В 2022 году группа уехала из России и продолжает концертную деятельность в Германии.
В 2024 году вышел альбом 《Vander ikh mir lustik》, который был записан с новым составом.

## Стиль
По словам журналиста Д. Бебенина, «„Добраночь“ — это настоящий бродячий оркестр нашего времени в процессе развития. Музыканты скитаются по миру, играют, где случится, общаются с подобными себе, в общем — и на мир глядят, и себя показывают. А в паузах между путешествиями выплескивают на компакт-диски все, чему научились за время дальних странствий. И вот уже трудно определить, где кончаются в песнях группы кельтские мотивы и начинаются еврейские, когда на смену русским плясовым приходят балканские. В общем, все люди мира — одна семья».

## Участники группы
- Митя Храмцов — скрипка, вокал
- Илья Гиндин — кларнет, в некоторых композициях саксофон
- Евгений Лизин — большой барабан
- Джек Батлер — туба
- Илья Шнейвейс — аккордеон
- Гермина Гордиенко (жена Мити Храмцова) - цимбалы
- Павел Мильмайстер - банджо
- Рафаэль Петри - туба
- Александр Коротков - контрабас
- Станислав Динерман - аккордеон
- Клайв Фентон - туба

## Дискография
Альбомы
- Vander Ikh Mir Lustik (2024)
- Zay Freylekh (2022)
- Цимес (2019)
- Merčedes Colo (2019)
- Махорка (2017)
- Виноград (2014)
- Bazarduzu (2012)
- На Востоке всё решает Солнце (2010)
- Добраночь (2004)
- Чтоб душа развернулась (2001)
- Musique russe et yiddish (1999)

Синглы
- Dobranotch Remixes (2018)
- В семнадцатом году (2017)
- Handmade (2005)

#### Сборники
- Dobranotch 20 Years (2018)

Концертные альбомы
- Live in Krakow (DVD) (2006)
- Евреи и Евразия (Добраночь и Псой Короленко) (2002)